# 安克尼 (愛荷華州)
安克尼（英語：Ankeny）是美国艾奥瓦州波爾克縣下轄的一个城市。2010年普查人口为45,582人。